# Colección latina
Colección latina, pubblicato nel 2001, è una raccolta della cantante italiana Mina.
Nel 2012, questa raccolta è stata rimossa dalla discografia sul sito ufficiale minamazzini.com.

## Descrizione
Compilation che contiene, tra le altre, alcune versioni in spagnolo di successi italiani di Mina inedite per il mercato italiano.
Le tracce Puro teatro e Somos novios sono state incise nel 1998 per l'album Nostalgias, uscito in Spagna e inedito in Italia.
Di Somos novios Mina ha inciso anche la versione inglese, It's impossible, inserita nell'album Ridi pagliaccio.
I cori di Amor mio e Insieme sono gli stessi della versione originale italiana.
In questo CD Amor mio dura sette secondi in più della versione originale italiana (4.51 in spagnolo - 4.44 in italiano)

## Tracce
1. Puro teatro (Tratta da Nostalgias, 1998. Inedita per l'Italia.) – 4:01 (Catalino "Tite" Curet Alonso)
2. Amor mio (Amor mio) (1972. Inedita per l'Italia.) – 4:51 (testo: Mogol, Augusto"C. Mapel" Algueró [testo spagnolo] – musica: Lucio Battisti)
3. Nostalgias (Tratta da Lochness, 1993) – 4:05 (testo: Enrique Cadícamo – musica: Juan Carlos Cobián)
4. Grande grande grande (Grande grande grande) (1972. Inedita per l'Italia.) – 4:00 (testo: Alberto Testa, Cholo Baltasar-Amart Baltasar [testo spagnolo] – musica: Tony Renis)
5. Porque tu me acostumbraste (Tratta da Pappa di latte, 1995) – 4:16 (Frank Domínguez)
6. Juntos (Insieme) (1972. Inedita per l'Italia.) – 4:10 (testo: Mogol, Julio Cèsar [testo spagnolo] – musica: Lucio Battisti)
7. Somos novios (Tratta da Nostalgias, 1998. Inedita per l'Italia.) – 4:26 (Armando Manzanero)
8. Que nos separemos (Io e te da soli) (1972. Inedita per l'Italia.) – 4:33 (testo: Mogol, Augusto"C. Mapel" Algueró [testo spagnolo] – musica: Lucio Battisti)
9. Adoro (Tratta da Lochness, 1993) – 4:35 (Armando Manzanero)
10. No juego más (Non gioco più) (1975. Inedita per l'Italia.) – 2:55 (testo: Gianni Ferrio, Jaime Israel [testo spagnolo] – musica: Roberto Lerici, Gianni Ferrio)
11. Joana francesa (Tratta da Lochness, 1993) – 3:46 (Chico Buarque de Hollanda)
12. No lo creas (Non credere) (1972. Inedita per l'Italia.) – 4:17 (testo: Mogol, Julio Cèsar [testo spagnolo] – musica: Ascri [Luigi Clausetti], Roberto Soffici)
13. Encadenados (Tratta da Pappa di latte, 1995) – 4:15 (Carlos Arturo Briz)
14. Y que? (E poi...) (1975. Inedita per l'Italia.) – 4:51 (testo: Andrea Lo Vecchio, Caruso Genfingal [testo spagnolo] – musica: Shel Shapiro)
15. Contigo en la distancia (feat. Angel "Pato" Garcia) (Tratta da Salomè, 1981) – 3:12 (César Portillo De La Luz)
16. Balada para mi muerte (1972. Inedita per l'Italia.) – 3:55 (testo: Horacio Ferrer – musica: Astor Piazzolla)
17. Verde luna (Tratta da Salomè, 1981) – 2:41 (Vicente Gomez)
18. De qué servirá (Che vale per me) (1968. Inedita per l'Italia.) – 2:20 (Carlo Alberto Rossi, Marisa Terzi,Julio Cèsar [testo spagnolo])

## Versioni Tracce
- Amor mio:

versione originale in italiano, vedi Mina
- Grande grande grande:

versione originale in italiano, vedi Mina
versione Live '78, vedi Mina Live '78
versione in inglese '72 Never never never, vedi Del mio meglio n. 4
- Insieme:

versione originale in italiano, vedi ...quando tu mi spiavi in cima a un batticuore...
- Somos novios:

versione in inglese It's Impossible, vedi Ridi pagliaccio
- Io e te da soli:

versione originale in italiano, vedi Del mio meglio
versione in francese: L'amour est mort, vedi Quand ma voix te touche (Album francese '98)
- Non gioco più:

versione originale in italiano, vedi Del mio meglio n. 3
- Non credere:

versione originale in italiano, vedi Bugiardo più che mai...più incosciente che mai...
versione in tedesco Glaube ihr nicht, vedi Heisser Sand
versione in francese Ne la crois pas, vedi Quand ma voix te touche (Album francese del '98)
- E poi...:

versione originale in italiano, vedi Frutta e verdura
versione Live '78, vedi Mina Live '78
versione '92 mixata con Un nuovo amico, vedi Sorelle Lumière
versione in tedesco Und dann, vedi Heisser Sand
versione in inglese Runaway, vedi Runaway/I Still Love You (Singolo inglese '74)
versione in francese Et puis ça sert à quoi vedi Mina (Album francese '76)
- Balada para mi muerte:

versione originale in spagnolo Live TV '72 con Astor Piazzolla, vedi Signori... Mina! vol. 3
versione in italiano Suoneranno le sei, vedi Cinquemilaquarantatre
- Che vale per me:

versione originale in italiano, vedi Mina Sanremo